# Fellsfjall
Fellsfjall är ett berg i republiken Island. Det ligger i regionen Austurland, 280 km öster om huvudstaden Reykjavík. Toppen på Fellsfjall är 806 meter över havet.
Trakten runt Fellsfjall är nära nog obefolkad, med mindre än två invånare per kvadratkilometer. Trakten runt Fellsfjall består i huvudsak av gräsmarker.